# Biaobaisi
Biaobaisi (kinesiska: 表白寺镇, 表白寺) är en köping i Kina. Den ligger i provinsen Shandong, i den östra delen av landet, omkring 27 kilometer norr om provinshuvudstaden Jinan. Antalet invånare är 26 972. Befolkningen består av 13 284 kvinnor och 13 688 män. Barn under 15 år utgör 15,0 %, vuxna 15-64 år 73 %, och äldre över 65 år 10,0 %.
Genomsnittlig årsnederbörd är 818 millimeter. Den regnigaste månaden är juli, med i genomsnitt 297 mm nederbörd, och den torraste är januari, med 5 mm nederbörd.